# Колесников, Станислав Сергеевич
Станислав Сергеевич Колесников (род. 12 апреля 1949 года) — советский и российский физиолог, специалист в области молекулярной физиологии клетки, член-корреспондент РАН (2019), академик РАН (2025).
Заведующий лабораторией молекулярной физиологии клетки Института биофизики клетки РАН. Избран академиком Российской академии наук по Отделению физиологических наук по специальности «клеточная физиология». Кроме того, Станислав Сергеевич Колесников награжден Золотой медалью имени И.М. Сеченова. 
Станислав Сергеевич Колесников – доктор биологических наук, профессор, заведующий лабораторией Молекулярной физиологии клетки Института биофизики клетки РАН – обособленного подразделения ФИЦ ПНЦБИ РАН, эксперт Российского Научного фонда, член Объединенного Ученого совета ФИЦ ПНЦБИ РАН, член диссертационного совета при Институте теоретической и экспериментальной биофизики РАН и диссертационного совета при НМИЦ ДГОИ им. Дмитрия Рогачева Минздрава России.
ГлавныЙ редактор журнала «Биологические мембраны»
Член редколлегий «Российского физиологического журнала им. И.М. Сеченова» и «Природа»
Член Редакционных советов журналов «Успехи физиологических наук» и «Сенсорные системы»
Станислав Сергеевич Колесников – признанный специалист в области сенсорной физиологии, физиологии клетки, механизмов ионного транспорта, рецепторных и сигнальных систем клеток. Его работы внесли существенный вклад в понимание молекулярных механизмов, лежащих в основе функционирования клеточных систем. В ряде случаев впервые идентифицированы и исследованы – в том числе, на молекулярном уровне – канальные, сигнальные и рецепторные белки, играющие ключевую роль в процессах электрогенеза и трансдукции внеклеточных сигналов в сенсорных клетках, мезенхимных стромальных клетках и клетках различных линий.
Автор более 185 научных работ и 3 изобретений.
Под его руководством подготовлено 13 кандидатских и 2 докторские диссертации.